# Episodi di Holby City (prima stagione)
La prima stagione della serie televisiva Holby City è stata trasmessa in anteprima nel Regno Unito da BBC One tra il 12 gennaio 1999 e il 9 marzo 1999.
| nº | Titolo originale          | Titolo italiano | Prima TV UK      | Prima TV Italia |
| -- | ------------------------- | --------------- | ---------------- | --------------- |
| 1  | Whose Heart Is It Anyway? |                 | 12 gennaio 1999  |                 |
| 2  | Happy Families            |                 | 19 gennaio 1999  |                 |
| 3  | Kill or Cure              |                 | 26 gennaio 1999  |                 |
| 4  | Love and Death            |                 | 2 febbraio 1999  |                 |
| 5  | Never Judge a Book...     |                 | 9 febbraio 1999  |                 |
| 6  | Brave Heart               |                 | 16 febbraio 1999 |                 |
| 7  | Take Me with You          |                 | 23 febbraio 1999 |                 |
| 8  | Staying Alive (Part 1)    |                 | 2 marzo 1999     |                 |
| 9  | Staying Alive (Part 2)    |                 | 9 marzo 1999     |                 |